# Județele Republicii Moldova

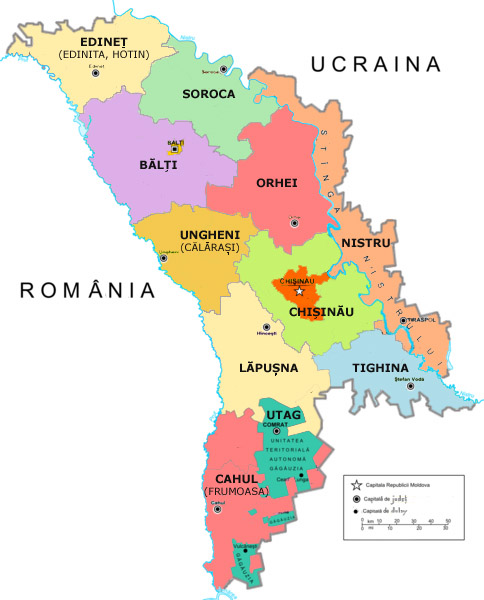
Fostele unități administrative din Republica Moldova (1998)

Prin Legea 191-XIV/1998, Republica Moldova a fost împărțită din 1998 până în februarie 2003 în: nouă județe, un municipiu și două unități teritoriale. În anul 1999 a fost creat încă un județ, Taraclia.

## Împărțire teritorială
- Județul Bălți - reședința de județ fiind la Bălți;
- Județul Cahul - reședința de județ fiind la Cahul;
- Chișinău (municipiu) - capitala republicii;
- Județul Chișinău - reședința de județ fiind la Chișinău;
- Județul Edineț - reședința de județ fiind la Edineț;
- Găgăuzia (unitate teritorială autonomă) - reședința de județ fiind la Comrat;
- Județul Lăpușna - reședința de județ fiind la Hîncești;
- Județul Orhei - reședința de județ fiind la Orhei;
- Stânga Nistrului (unitate teritorială, aparținând de jure Republicii Moldova) - reședința de jure fiind la Tiraspol, de facto regiunea aflându-se în secesiune față de Republica Moldova;
- Județul Taraclia - reședința de județ fiind la Taraclia;
- Județul Tighina - reședința de județ de jure fiind la Tighina, de facto fiind la Căușeni, din cauza ocupării Tighinei de către separatiștii transnistreni susținuți de ruși;
- Județul Ungheni - reședința de județ fiind la Ungheni;
- Județul Soroca - reședința de județ fiind la Soroca.

## Actuala organizare
În prezent, Republica Moldova este împărțită în 32 de raioane.